# جراح‌ماهی سوهال
جراح‌ماهی سُحَل (نام علمی: Acanthurus sohal) نام یک گونه از سرده جراح‌ماهی است. این ماهی در نزدیکی صخره‌های مرجانی زیست می‌کند و بوم‌زاد دریای سرخ است و در طبیعت تا ۴۰ سانتی‌متر رشد می‌کند.